# Cratoptera triviata
Cratoptera triviata là một loài bướm đêm trong họ Geometridae.